# Anastasio il Persiano
Sant'Anastasio, detto il Persiano (Razech, ... – Resafa, 22 gennaio 628), è stato un monaco cristiano persiano. 
È venerato come santo dalla chiesa cattolica e da quella ortodossa.

## Biografia
Anastasio nacque in Persia con il nome di Magundat. Suo padre Han l'aveva educato ai riti della religione mazdea.
Da adulto, Magundat faceva parte dell'esercito persiano. Nel 614 il re dei re di Persia, Cosroe II, si impadronì di Gerusalemme. Dalla città santa trasportò la Vera Croce di Gesù Cristo in Persia.
Anastasio, incuriosito dalla reliquia, volle conoscere i fondamenti della religione cristiana.

Ne rimase affascinato e volle abbracciare la fede cristiana. Si recò quindi a Gerusalemme  per confermare la propria scelta religiosa e qui ricevette il battesimo assumendo il nome di Anastasio («Il risorto»).
Trascorse sette anni di vita monastica, al termine dei quali si recò a Cesarea marittima. I persiani, che a quel tempo dominavano la zona, lo imprigionarono in quanto cristiano e lo portarono a Sergiopoli, dove subì il martirio per decapitazione.

## Le reliquie
I resti del corpo di Anastasio vennero trasportati a Roma  sotto l'imperatore Eraclio intorno al 640 e si pensa che furono traslati nel monastero detto delle Acque Salviae (intitolato poi ai santi Vincenzo e Anastasio).

## Il culto
Sant'Anastasio divenne subito popolare e assunse anche proprietà taumaturgiche, riconosciute definitivamente dal concilio di Nicea del 787.
Il culto si diffuse in tutta Italia, grazie a un accordo che il re dei Longobardi Liutprando conseguì con il papa Gregorio II, dopo aver restituito la città di Sutri.
Liutprando si spogliò dell'armatura e delle proprie armi e le depositò sulla tomba di Pietro, poi, indossati gli abiti del pellegrino, visitò i santuari della città.
Paolo Diacono, nella sua Historia, afferma che il re, probabilmente colpito dal culto del santo, al suo ritorno a Pavia fondò alcuni monasteri intitolati al martire persiano.
Sant'Anastasio viene festeggiato nel martirologio romano insieme a san Vincenzo diacono.

## Luoghi di culto dedicati a sant'Anastasio
- Rettoria Chiesa dei Santi Vincenzo e Anastasio a Trevi (Roma);
- Abbazia Chiesa dei Santi Vincenzo e Anastasio alle Tre Fontane (Roma);
- Parrocchiale Pieve dei Santi Vincenzo Anastasio(Galliera) a San Vincenzo di Galliera (BO);
- Chiesa di Sant'Anastasio di Cardano al Campo (VA);
- Chiesa di Sant'Anastasio di Olzai (NU);
- Chiesa di Sant'Anastasio di Piazza al Serchio (Garfagnana);
- Chiesa di Sant'Anastasio a Lucca.
- Convento di San Vincenzo e Anastasio, Abbadia di Amandola (AP);
- Chiesa dei Santi Vincenzo e Anastasio ad Ascoli Piceno.
- Cripta di Sant'Anastasio (Asti);
- Chiesa dei Santi Vincenzo e Anastasio (Varallo Pombia) (Varallo Pombia, NO);
- Chiesa di San Vincenzo e Anastasio di Villar Dora (TO);
- Chiesa di San Vincenzo e Anastasio di Cambiano (TO);
- Chiesa di San Vincenzo e Anastasio di Rignano Flaminio (Roma);
- Chiesa di San Vincenzo e Anastasio martiri di Capiago Intimiano (Capiago) (CO);
- Chiesa di Sant'Anastasio Martire di Acquaviva d'Isernia (IS);
- Pieve dei Santi Vincenzo e Anastasio di Semproniano (GR);
- Pieve dei Santi Vincenzo e Anastasio di Porpetto (Provincia di Udine);
- Chiesa dei Santi Vincenzo e Anastasio di Caianello (CE);
- Pieve dei Santi Vincenzo e Anastasio in Pieve Vergonte (VB);
- Sacro Monastero Greco-Ortodosso dei Santi Elia il Profeta, Anastasio Grande Martire il Persiano e Luca Abbate in Carbone (PZ)[2]